# Papagos-Cholargos
Papagos-Cholargos (griechisch Δήμος Παπάγου-Χολαργού) ist seit 2011 eine Gemeinde in der griechischen Region Attika im Regionalbezirk Athen-Nord. Gemeindesitz ist Cholargos.

## Geografie
Das Gemeindegebiet mit einer Fläche von 7,151 Quadratkilometern erstreckt sich östlich des Athener Stadtzentrums von der Ethniki Odos 54 (Εθνική Οδός 54 / Λεωφόρος Μεσογείων) bis an den nordwestlichen Ymettos-Hauptkamm, wo es auf über 700 Meter über dem Meer ansteigt. Weitere angrenzende Nachbargemeinden sind im Nordwesten Filothei-Psychiko und Chalandri, im Osten Agia Paraskevi und Peania sowie im Süden Zografos.

## Verwaltungsgliederung
Die Gemeinde Papagos-Cholargos wurde anlässlich der Verwaltungsreform 2010 aus den zuvor selbständigen Gemeinden Cholargos und Papagos gebildet. Diese haben seither den Status von Gemeindebezirken, die jeweils eine Kinotita bilden und nicht weiter untergliedert sind. Verwaltungssitz ist Cholargos.
| Gemeindebezirk | griechischer Name         | Code   | Fläche (km²) | Einwohner 2011 | Einwohner 2021 | Lage |  |
| -------------- | ------------------------- | ------ | ------------ | -------------- | -------------- | ---- |  |
| Cholargos      | Δημοτική Ενότητα Χολαργού | 460901 | 3,780        | 30.840         |                |      |  |
| Papagos        | Δημοτική Ενότητα Παπάγου  | 460902 | 3,371        | 13.699         |                |      |  |
| Gesamt         | Gesamt                    | 4609   | 7,151        | 44.539         | 45.266         |      |  |